# Scutellidium spinatum
Scutellidium spinatum is een eenoogkreeftjessoort uit de familie van de Tisbidae. De wetenschappelijke naam van de soort is voor het eerst geldig gepubliceerd in 1971 door Hicks.